# Mollières
Pour les articles ayant des titres homophones, voir Molières et Molière (homonymie).
Mollières est un hameau appartenant à la commune de Valdeblore, département des Alpes-Maritimes, région Provence-Alpes-Côte d'Azur.
On écrit souvent aussi à tort Molières. Ses habitants sont les Molliérincs.
En occitan provençal et dans sa variante niçoise (Georges Castellana), son nom est Mouliera et ses habitants sont lu Moulairenc.
Aujourd’hui dépeuplée, Mollières fait figure d'enclave habitée dans la partie centrale du parc national du Mercantour.

## Histoire
Bien qu'ayant participé au plébiscite de 1860 avec le reste du comté de Nice, Mollières reste italienne.
Victor-Emmanuel II y possédait des terrains de chasse.
Les Molliérincs durent donc subir une nouvelle frontière particulièrement pénalisante.
Mollières fut alors rattachée à la commune de Valdieri (Vaudier), province de Coni, royaume d’Italie. De 1860 à 1947, Mollières jouit d'un statut spécial parce qu’on ne pouvait l’atteindre qu’à partir du territoire français.
Durant la Seconde Guerre mondiale, Mollières fut touchée par deux fois directement et durement par les événements : en juin 1940 tout d'abord, lors de l'entrée en guerre de l'Italie, le vallon de Mollières se trouvant sur la ligne de fortification italienne, face à la France, la population fut évacuée en arrière vers Terme di Valdieri. Peu de temps après, avec la capitulation de la France, les Molliérois purent regagner leur village.

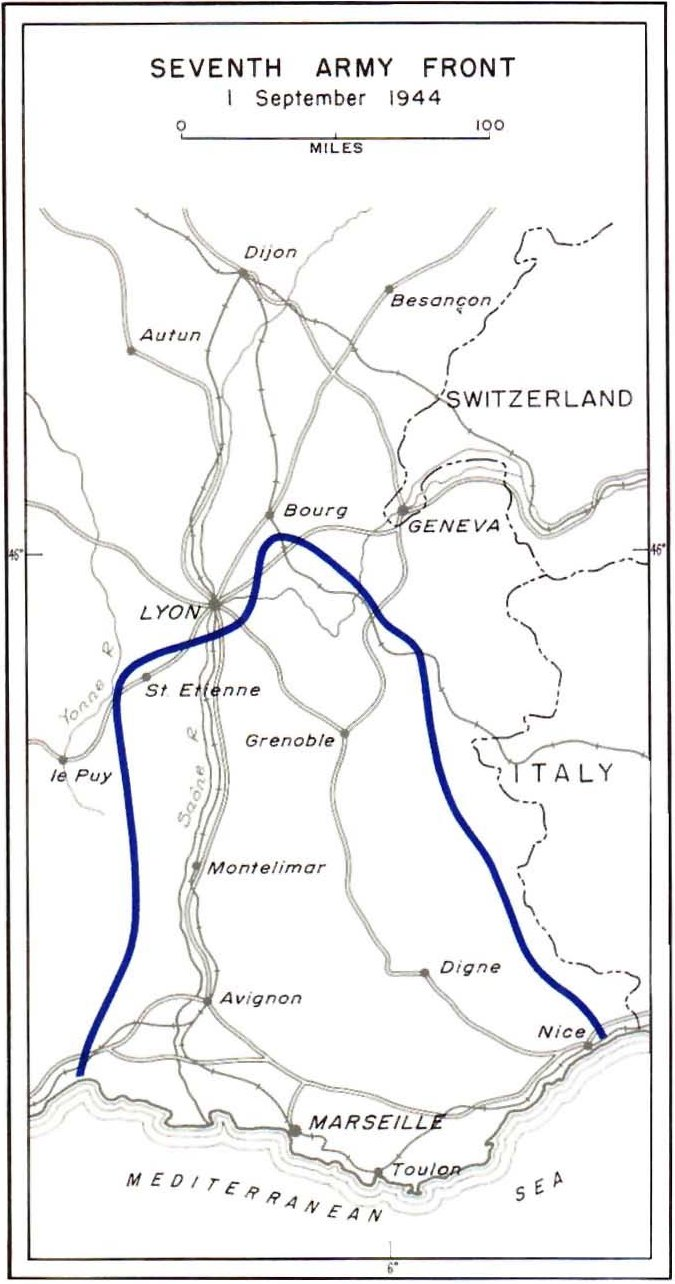
Carte du front le 1er septembre 1944

Le second événement fut l’incendie total du village et des hameaux du vallon de Mollières en septembre 1944 par les Allemands en déroute à la suite du débarquement de Provence. La population entière dut alors évacuer les maisons en flammes et se réfugia cette fois dans les villages français de Valdeblore, Roubion, Saint-Sauveur, etc. Un certain nombre de familles revinrent peu de temps après pour récupérer les récoltes parvenues à maturité. La plupart s'en allèrent ensuite définitivement pour rejoindre un village d’accueil proche ou bien la région côtière où des parents et amis avaient déjà migré depuis longtemps (Vence, Grasse par exemple). Quelques familles pourtant passèrent l'hiver sur place et y demeurèrent quelques années encore. Les derniers quittèrent le village pour la côte en 1965 avec la construction de la piste qui désenclavait Mollières par Saint-Martin de Vésubie.
Après bien des péripéties parfois dramatiques, Mollières a été cédée par l'Italie à la France au traité de Paris (1947).
Mollières fut alors rattachée à la commune française de Valdeblore dont elle relevait avant 1860 mais à titre simplement provisoire car les Molliérincs désiraient constituer une commune à part. Finalement, l'exode rural qui toucha ce hameau comme tant d'autres après la Seconde Guerre mondiale atténua les revendications.
Mollières fut alors rebâti en partie et une piste la relia à Saint-Martin-Vésubie.
Bien que son fief se soit étendu à la totalité de Valdeblore en 1700, la famille noble qui en était le seigneur portait le nom de Ribotti de Mollières. Un membre connu de cette famille fut le général Ignace Ribotti, comte de Mollières (1809-1864) qui combattit pour l’unité italienne ; l’homme d’État Francesco Crispi, fort hostile à la France, fit mettre sur sa tombe : Ignazio Ribotti conte di Mollières [sic : on lit « Molières » sur la plaque] Italianissimo tra i Nizzardi....

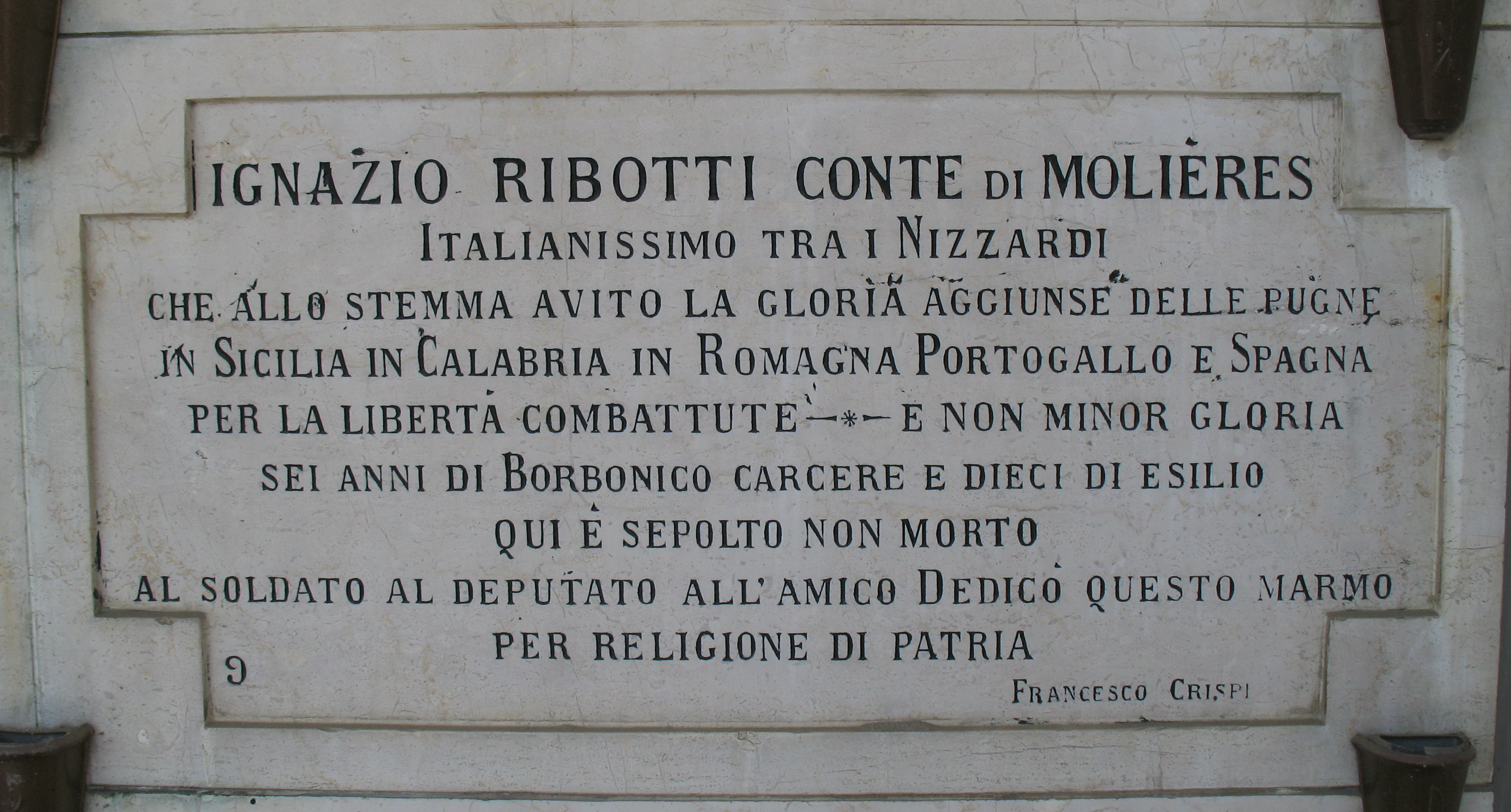
Plaque mortuaire au cimetière monumental de Turin, signée par le ministre Francesco Crispi

À Mollières, il y avait trois grandes familles : principalement les Giuge, puis les Richier et les Graglia, les deux premières étant très largement dominantes, notamment les Richier. Un peu en aval, au hameau de l'Educh, on trouvait des Mario. D'ailleurs, autrefois et jusque vers la fin du XIXe siècle, Mollières était constitué par l'ensemble de la population du vallon de Mollières qui vivait dans plusieurs hameaux : Spras, le plus en aval, puis en remontant la vallée : la Liouma, Vélay, l'Educh, le village de Mollières, Torté et enfin Ciaissi. Nombre de ces hameaux se sont dépeuplés dès le début du XXe siècle, au gré de l'exode montagnard, à commencer par Ciaissi et la Liouma. Mais des familles de Mollières y conservaient toutefois des granges, car les champs et surtout les pâturages y ont été cultivés jusqu'à la fin.
Aujourd'hui, Mollières compte une cinquantaine de maisons habitables, où les propriétaires peuvent se rendre à partir du 15 juin jusqu’au 15 octobre en voiture par le col de Salèse (dates légales fixées par arrêté municipal). L’hiver, la piste étant fermée à la circulation, le seul moyen d’accès reste la marche à pied depuis le pont de Paule (Saint-Sauveur). Il faut alors compter entre 1 h 30 et 3 h de marche suivant les conditions.
Mollières reste un des derniers villages français sans électricité.[réf. nécessaire]

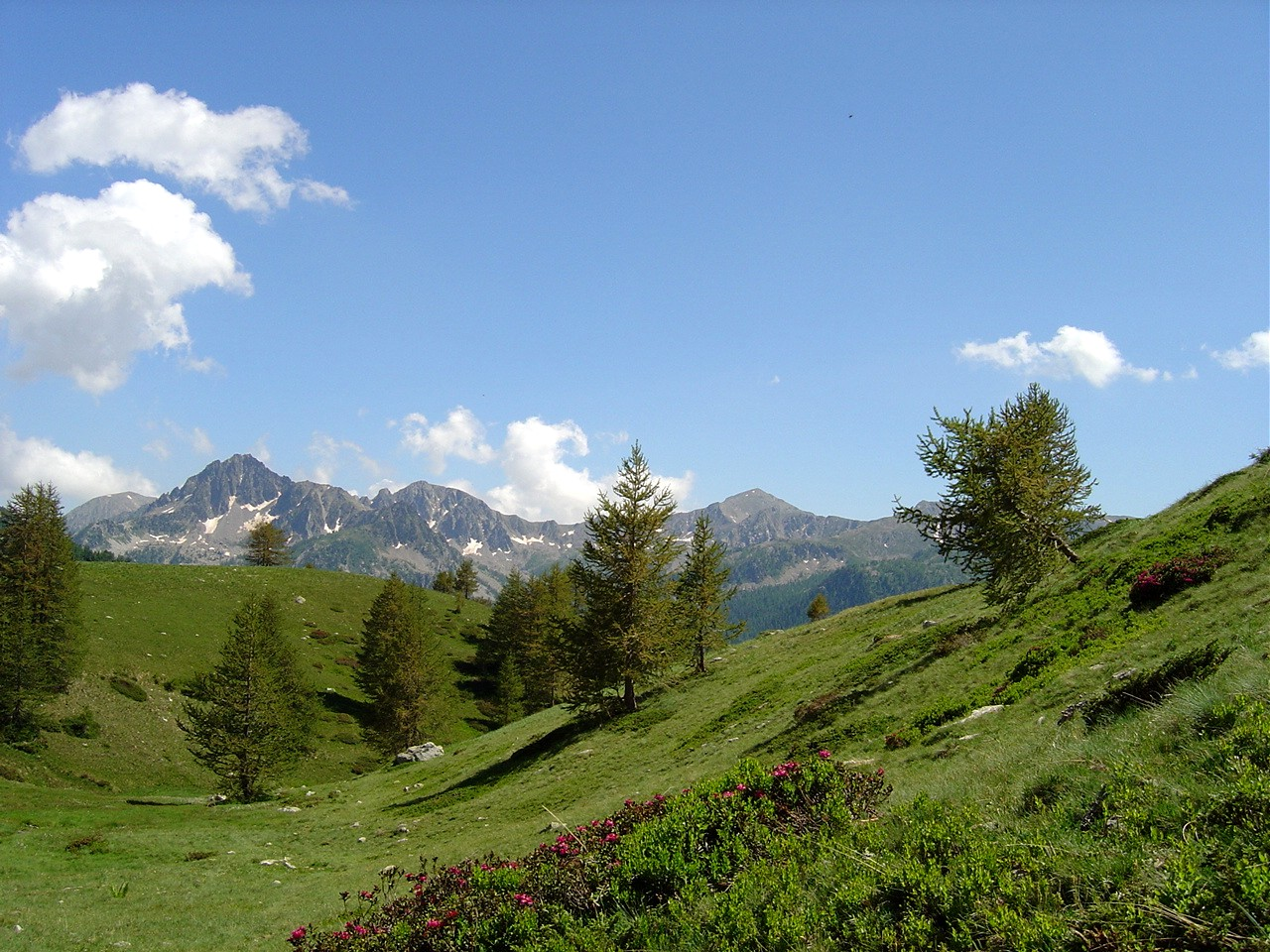
Le vallon de Mollières.

La Vallon de Mollières est au centre du Parc du Mercantour mais est aussi un des lieux où une polémique sur le retour du loup s’est manifestées en France. En effet, les premiers loups y ont été aperçus près du village. Le Parc national a toujours prôné la thèse d’un retour naturel, les loups étant nombreux sur le versant italien ; les analyses génétiques montrent la provenance italienne des loups, mais l’impact des loups sur la faune sauvage (mouflons, chamois) suscite encore débat et controverse. En 1994, deux ans après le retour du loup, les comptages du parc annonçaient 1150 mouflons Aujourd’hui, il n'en reste plus qu'une centaine[citation nécessaire] mais la population commence à s'adapter et à s'accroître légèrement.